# Миллер, Уильям Хеллоуз
Уильям Хеллоуз Миллер (англ. William Hallowes Miller; 1801—1880) — британский учёный-геолог, минералог, заложивший основы современной кристаллографии. Лауреат Королевской медали.
Член Лондонского королевского общества (1838)), член-корреспондент Петербургской академии наук (1864), Парижской академии наук (1870). 

## Биография
Уильям Хеллоуз Миллер родился 6 апреля 1801 года в Кармартеншире в местечке Llandovery.
Учился в колледже Оксфордского университета Сент-Джонс, блестяще его окончил и впоследствии стал в нём преподавателем. За время своей педагогической деятельности в Сент-Джонсе Миллер опубликовал ряд научных трудов по гидростатике и гидродинамике.
В 1838 году У. Х. Миллер был избран членом Лондонского королевского общества, а в 1870 году был награждён Королевской медалью общества.
В 1852 году Миллер редактировал новое издание Брука «Elementary Introduction to Mineralogy».
Уильям Хеллоуз Миллер умер 20 мая 1880 года в городе Кембридже.

## Избранная библиография
- The Elements of Hydrostatics and Hydrodynamics (1831)
- An Elementary Treatise on the Differential Calculus (1833)
- A Treatise on Crystallography (1839)
- An Elementary Introduction to Mineralogy (William Phillips, William Hallowes Miller, & Henry James Brooke; 1852)
- A Tract on Crystallography (1863)